# 葉山あや
葉山 あや（はやま あや、1986年11月2日 - ）は、東京都出身のグラビアアイドル、実業家。プルネ株式会社の代表取締役。
※旧事務所、旧芸名『葉山綾』名義のプロフィールでは1982年生まれ、『葉山あや』変更後の公式ブログでは1986年生まれ、メディア等では1988年生まれの記述が確認されている。
所属事務所は有限会社サムティプロモーション。前所属事務所は有限会社エクセルヒューマンエイジェンシー。
旧芸名は、篠崎綾、春日はる、葉山綾。
アイドルして活動する他、ランジェリー関連会社を経営し、「社長ドル」と呼ばれている。グラビア、イメージビデオ、撮影会など幅広く活動している。

## 来歴
〜2005年 篠崎綾、春日はるの名で撮影会（HOT SHOT撮影会）やDVD作品リリース等の活動を行う。
2005年 東京ゲームショウでコンパニオンのアルバイトをしていたところ、水沢彩からの誘いでエクセルヒューマンエイジェンシーに所属することになり、芸名も葉山綾に改名。
2007年1月 プルネ株式会社を創業。女性向け下着のインターネットショップと卸売りを行っている。
2009年 『すすめ!!パチスロリーグ』（MONDO21）への準レギュラー出演、『パチスロ必勝本』（辰巳出版）のギャルズパーティー候補生となる。
2009年8月 芸名を『葉山綾』から『葉山あや』へ改名。同時にブログタイトルが「葉山綾の楽しんで生きましょ！」から「ランジェリーナ☆大冒険」に、生年月日も1982年から1986年に、所属事務所もエクセルヒューマンエイジェンシーからサムティプロモーションに変更・移籍となった。

## 出演

### TV
- あきと由佳のIDOL　PRAK（[CSエンタ371]）
- デジ家電ニュース（BS900ch）
- しゃこいれ娘（TVK）
- マニフィカツアーズ （2008年 全国地方局）
- 旅行DE買い物（2008年、全国地方局）
- オビラジR（2008年、TBSテレビ）
- ドキドキ!?にゅ〜すキャスター（MONDO21）
- 杉浦幸のぱちんこパーク（MONDO21）
- すすめ!!パチスロリーグ（2009年4月25日 - 、MONDO21）

### イメージDVD
葉山あや名義
- Lingerie （2010年1月29日）

葉山綾名義
- 綾collection〜あなただけに〜 （2008年5月）
- 綾collection〜わたしのすべてを〜 （2008年9月）

春日はる名義
- 妄想劇場・・・delusion （2004年8月20日）
- UNBALANCE （2005年3月5日）
- 素人vs現役グラビアアイドル着エロクィーングランプリI （2005年5月4日）

### デジタルメディア
- GIRLS TRAIN 動画付写真集 No.082 葉山綾[CD-R] （2009年4月20日）

### オンライン配信
- 101匹＠モエタン。女子高生撮りおろしフォトアルバム 葉山綾[電子書籍]
- 101匹＠モエタン。撮りおろし女子高生ムービー 葉山綾

### Vシネマ
- next phase（2006年）

### Web TV
- 宇宙一せまい授業!（あっ!とおどろく放送局、2008年1月20日）
- ゲッチャTV
- 葉山綾の気ままにランジェリー（あっ!とおどろく放送局、2008年7月3日-2009年6月25日）
- GIRLS TRAIN （あっ!とおどろく放送局、2009年4月10日）
- 森崎愛の四の字熟語 （ニコニコ動画 アイパイ★ちゃんねる、2009年4月15日、2009年7月22日）

### Web CM
- 100チアガール （ソフトバンク・ヒューマンキャピタル）
- エアーサプライ （大作商事）

### 舞台
- ヒーローネバーダイ（2006年）
- 101匹萌えタン（2006年）

### 携帯サイト
- アイドルがイッパイ